# Птероцезии
Птероцезии (лат. Pterocaesio) — род морских пелагических лучепёрых рыб из семейства цезионовых (Caesionidae) отряда окунеобразных. Широко распространены в Индо-Тихоокеанской области. Максимальная длина тела представителей разных видов варьирует от 9,8 до 30 см.

## Биология
Морские пелагические рыбы. Обитают у коралловых рифов, образуют большие скопления, часто совместно с другими видами цезионовых. Питаются зоопланктоном в толще воды. Характеризуются ранним половым созреванием, высокой плодовитостью, продолжительным нерестовым периодом и групповым нерестом, связанным с лунным циклом.

## Классификация
В род включают 12 видов:
- Pterocaesio capricornis Smith & M. M. Smith, 1963
- Pterocaesio chrysozona (Cuvier, 1830) — Золотистый цезий, или золотой цезио
- Pterocaesio digramma (Bleeker, 1864)
- Pterocaesio flavifasciata G. R. Allen & Erdmann, 2006
- Pterocaesio lativittata K. E. Carpenter, 1987
- Pterocaesio marri L. P. Schultz, 1953
- Pterocaesio monikae G. R. Allen & Erdmann, 2008
- Pterocaesio pisang (Bleeker, 1853) — Желтополосый цезио
- Pterocaesio randalli K. E. Carpenter, 1987
- Pterocaesio tessellate K. E. Carpenter, 1987
- Pterocaesio tile (Cuvier, 1830) — Трёхцветный сине-красный цезио
- Pterocaesio trilineata K. E. Carpenter, 1987